# Pazña
Pazña ist eine Ortschaft im Departamento Oruro im Hochland des südamerikanischen Anden-Staates Bolivien.

## Lage im Nahraum
Pazña ist der zentrale Ort des Municipios Pazña in der Provinz Poopó. Die Ortschaft liegt auf einer Höhe von 3720 m an der Mündung des Río Antequera in den östlichen Teil des Poopó-Sees, eines etwa 1300 km² großen Salzsees südlich der Stadt Oruro.

## Geographie
Pazña liegt auf dem bolivianischen Altiplano am Westrand der Cordillera Azanaques, einem Teilabschnitt der Cordillera Central.
Die mittlere Jahrestemperatur der Region liegt bei etwa 10 °C (siehe Klimadiagramm Oruro), der Jahresniederschlag beträgt 400 mm. Die Region weist ein ausgeprägtes Tageszeitenklima auf, die Monatsdurchschnittstemperaturen schwanken nur unwesentlich zwischen 6 °C im Juli und 14 °C im November/Dezember. Die Monatsniederschläge liegen unter 10 mm in den Monaten Mai bis August und fallen nur von Dezember bis März in nennenswerter Höhe von 60 bis 85 mm.

## Verkehr
Pazña liegt in einer Entfernung von 80 Straßenkilometern südlich von Oruro, der Hauptstadt des gleichnamigen Departamentos.
Durch Pazña führt die Nationalstraße Ruta 1. Sie durchquert das Hochland von Bolivien in nord-südlicher Richtung und nimmt ihren Anfang in Desaguadero am Titicacasee. Von dort führt sie über El Alto und Oruro nach Pazña und weiter in südlicher Richtung über Potosí und Tarija bis Bermejo an der bolivianisch-argentinischen Grenze.
In Pazña führt eine unbefestigte Landstraße in östlicher Richtung in das Antequera-Tal zu den Ortschaften Avicaya, Totoral, Antequera und Campamento Bolívar.

## Bevölkerung
Die Einwohnerzahl des Ortes ist in den vergangenen beiden Jahrzehnten starken Schwankungen unterlegen gewesen:
| Jahr | Einwohner | Quelle       |
| ---- | --------- | ------------ |
| 1992 | 1464      | Volkszählung |
| 2001 | 1090      | Volkszählung |
| 2013 | 1407      | Volkszählung |
| 2024 |           | Volkszählung |

Die Region weist einen hohen Anteil an Quechua-Bevölkerung auf, im Municipio Pazña sprechen 66,5 Prozent der Bevölkerung Quechua.

## Cañadón Peñas
Cañadón Peñas (cañadón = Feld im Tal, das bei Regen überflutet ist; peña = Fels, Berg) ist der Name für ein Entwicklungsprojekt im Kanton Peñas, das seit etwa 2005 als eines von fünfzehn "Millenniumsdörfern" von der deutschen Welthungerhilfe unterstützt wird. In gemeinsamen Workshops haben die verarmten Einwohner des Peñas-Tales zusammen mit Fachleuten der Welthungerhilfe einen Fünfjahresplan aufgestellt, dessen Verbesserungen in vier Bereichen umgesetzt werden sollen: Ernährung, Wirtschaft, Bildung, Mitspracherecht der Frauen. Diese Ziele sollen durch Verbesserungen bei der Viehhaltung, dem Aufbau von kleinen Käsereien und der Errichtung von Schulen mit Mittagsverpflegung erreicht werden. Die Welthungerhilfe unterstützt mit diesem Projekt nicht nur die 400 Familien im Peñas-Tal, sondern auch die 13.000 ländlichen Bewohner der Region Pazña und Antequera, deren Schulen in das Projekt eingebunden sind.